# Diecéze Amboina
Diecéze Amboina je římskokatolická diecéze nacházející se v Indonésii.

## Území
Zahrnuje území provincie Moluky a Severní Moluky.
Biskupským sídlem je město Ambon, kde se nachází hlavní chrám, katedrála svatého Františka Xaverského.

## Historie
Dne 22. prosince 1902 byla z části území apoštolského vikariátu Batavia zřízena apoštolská prefektura Holandská Nová Guinea.
Dne 29. srpna 1920 byla prefektura brevem Christiani gregis papeže Benedikta XV. povýšena na apoštolský vikariát.
Po Japonské invazi byl zajat biskup Johannes Aerts a 30. července 1942 zastřelen spolu s třinácti duchovními.
Dne 12. května 1949 byl vikariát přejmenován na Amboina a část jeho území použita ke zřízení apoštolské prefektury Hollandia. Dne 24. června 1950 byla další část území včleněna do apoštolského vikariátu Merauke.
Dne 3. ledna 1961 byl vikariát bulou Quod Christus papeže Jana XXIII. povýšen na diecézi.

## Seznam apoštolských prefektů, vikářů a biskupů
- Matthijs Neyens, M.S.C. (1902–1915)
- Hendrik Nollen, M.S.C. (1915–1920)
- Johannes Aerts, M.S.C. (1920–1942)
- Jacques Grent, M.S.C. (1947–1965)
- Andreas Peter Cornelius Sol, M.S.C. (1965–1994)
- Petrus Canisius Mandagi, M.S.C. (1994–2020)
- Seno Ngutra (od 2021)